# Шаранбаш-Князево
Шаранба́ш-Кня́зево (рос. Шаранбаш-Князево, башк. Шаранбаш-Кенәз) — село у складі Шаранського району Башкортостану, Росія. Входить до складу Мічурінської сільської ради.
Населення — 429 осіб (2010; 448 у 2002).
Національний склад:
- башкири — 82 %